# Myrtle Vail
Myrtle Vail, także Myrtle Damerel (ur. 7 stycznia 1888, zm. 18 września 1978) – amerykańska aktorka filmowa i radiowa. Stała się popularna dzięki radiowej operze mydlanej Myrt and Marge.

## Praca w radiu
Myślała o stworzeniu programu radiowego, gdy mieszkała w okolicach Chicago i pracowała przy wodewilach, razem ze swoim mężem George’em Damerelem. Myrt and Marge stworzyła obsadzając siebie w roli Myrtle, a swoją córkę, Donnę Damerel, jako Marge. Myrt była starszą i doświadczoną, ale chorą dziewczynką, która opiekowała się młodszą i niewinną Marge. Pomysł na audycje się spodobał i w 1932 program miał swoją premierę. Program oparty był na doświadczeniach autorki.
W 1933 Vail została poważnie ranna w wypadku samochodowym. W związku z tym program został przekazany Charlesowi Thomasowi. Vail zregenerowała siły, wracając do audycji i kontynuując ją do 1946.

## Po radiu
Po zakończonej karierze radiowej, Vail pracowała jako aktorka drugoplanowa w filmach. Najbardziej znana jest z ról w niskobudżetowych filmach takich jak Wiadro krwi (1959) oraz Sklepik z horrorami (1960), do których scenariusz pisał jej wnuk Charles B. Griffith, a które były reżyserowane przez Rogera Cormana. W 1960 wystąpiła w telewizyjnym filmie This Is Your Life.
Po śmierci męża w 1936 nie wyszła ponownie za mąż. Do dzisiaj przetrwało około pięćdziesiąt odcinków Myrt and Marge.